# Epirrita dilutata
Espèce
Epirrita dilutata, l’Épirrite diluée, est une espèce de lépidoptères (papillons) de la famille des Geometridae, de la sous-famille des Larentiinae.